# قبر معلا (الرضمة)

تعديل مصدري - تعديل

قبر معلا محلة تابعة لقرية الصرم، التابعة لعزلة بني قيس بمديرية الرضمة إحدى مديريات محافظة إب في الجمهورية اليمنية.، بلغ تعداد سكانها 113 حسب تعداد اليمن لعام 2004.